# Antonín Hájek (skokan)
Antonín Hájek (12. února 1987 Frýdlant – září 2022 Malajsie) byl český skokan na lyžích.

## Životopis
Skákat na lyžích začal ve věku pěti let v Harrachově. Jeho prvním trenérem byl Dalibor Motejlek. V juniorském věku dosáhl několika úspěchů na světovém šampionátu své věkové kategorie, ale na medaili nedosáhl. Ve finském Rovaniemi dosáhl v roce 2005 nejlepšího výsledku, když byl na středním můstku čtvrtý, 1,5 bodu od medaile. Ve stejné době stál na stupních vítězů v závodu Kontinentálního poháru v Bischofshofenu.
V létě 2006 dosáhl dílčích dobrých výsledků v závodech na umělé hmotě. Vyhrál závod Kontinentálního poháru v Oberstdorfu, v Hakubě obsadil ve dvou závodech Grand Prix třetí místa a celkově byl v Grand Prix dvanáctý.
Na závěr sezóny 2006/07 v březnu 2007 se dostal do dobré formy a poprvé se probojoval do první desítky v závodu Světového poháru v Lahti. Startoval poté i na závodech v letech na lyžích na můstku Letalnica v Planici. Letem dlouhým 204,5 metru se dostal na třetí místo v historických českých tabulkách.
V sezóně 2009/10 se vracel do sportovního života po závažné automobilové havárii, která se mu stala v roce 2008, a ihned se dostal do životní formy. V Sapporu skončil na 4. místě, což je stále jeho nejvyšší umístění v kariéře. O dva měsíce později předvedl Hájek v Planici svůj nejdelší let, kterým navíc stanovil nový český rekord, na tehdy největším můstku světa letěl na hranici 236 metrů a za tehdejším světovým rekordem zaostal jen o tři metry.
Startoval na Zimních olympijských hrách 2010, kde se v závodě na středním můstku umístil na 21. místě, na velkém můstku byl sedmý a v závodě družstev pomohl českému týmu rovněž k sedmé příčce. Na ZOH 2014 skončil na velkém můstku na 28. příčce a s českým družstvem obsadil sedmé místo.
V létě 2015 byl kvůli problémům se životosprávou vyloučen z reprezentace, na což reagoval jeho zaměstnavatel, klub Dukla Liberec, ukončením pracovního poměru. V září téhož roku oznámil Hájek konec skokanské kariéry. Od roku 2015 působil v trenérské roli u mužské i ženské reprezentace.
Od 2. října 2022 byl nezvěstný, poslední stopa vedla podle české policie do Malajsie, kam odletěl. Dne 10. března 2023 oznámil jeho úmrtí Svaz lyžařů České republiky, ovšem bez dalších podrobností (pouze specifikoval věk 35 let, tedy úmrtí před 12. únorem 2023). Podle deníku Blesk bylo jeho tělo nalezeno vyplavené po několika dnech rozbouřeným mořem již na konci září 2022 na malajsijském souostroví Langkawi (Hájek rád surfoval), ovšem identifikace byla složitá, protože neměl u sebe žádné doklady.

## Úspěchy
- 4. března 2008 Kuopio-FIN 41. místo Světový pohár
- 7. března 2008 Lillehammer-NOR 22. místo Světový pohár
- 9. března 2008 Oslo-NOR 35. místo Světový pohár
- 14. března 2008 Planica-SLO 12. místo Světový pohár
- 15. března 2008 Planica-SLO 5. místo Světový pohár
- 15. srpna 2009 Oberwiesenthal-GER 28. místo Pohár FIS
- 16. srpna 2009 Oberwiesenthal-GER 37. místo Pohár FIS
- 22. srpna 2009 Lillehammer-NOR 18. místo Kontinentální pohár
- 23. srpna 2009 Lillehammer-NOR 15. místo Kontinentální pohár
- 12. září 2009 Wisla-POL 50. místo Kontinentální pohár
- 13. září 2009 Wisla-POL 18. místo Kontinentální pohár
- 8. prosince 2009 Rovaniemi-FIN 43. místo Kontinentální pohár
- 9. prosince 2009 Rovaniemi-FIN 29. místo Kontinentální pohár
- 27. prosince 2009 Engelberg-SUI 5. místo Kontinentální pohár
- 28. prosince 2009 Engelberg-SUI 2. místo Kontinentální pohár
- 8. ledna 2010 Tauplitz/Bad Mitterndorf -AUT 1. místo Kvalifikace SP
- 9. ledna 2010 Tauplitz/Bad Mitterndorf -AUT 4. místo Světový pohár
- 10. ledna 2010 Tauplitz/Bad Mitterndorf-AUT 7. místo Světový pohár
- 16. ledna 2010 Sapporo-JPN 11. místo Světový pohár
- 17. ledna 2010 Sapporo-JPN 4. místo Světový pohár